# Ян Лясковски
Ян Ляско̀вски (на полски: Jan Laskowski) е полски филмов оператор и режисьор на анимационни филми, важен творец на полската филмова школа.
Роден е на 10 февруари 1928 година в Пьотровице, Вилненско войводсто. През 1955 година завършва Лодзкото филмово училище. В своята операторска кариера заснема филми за режисьори като Анджей Мунк („Човек върху релсите“), Йежи Кавалерович („Сянка“, „В нощния влак“, „Истинският край на голямата война“), Тадеуш Конвицки („Последният ден на лятото“), Войчех Йежи Хас („Сбогувания“), Йежи Сколимовски („Бариера“).
Умира на 8 декември 2014 година във Варшава и е погребан на Брудновското гробище.